# Osiedle Na Skarpie
Osiedle Na Skarpie ist eine Siedlung im Stadtbezirk XVIII Nowa Huta im Osten des polnischen Krakau. Die Siedlung entstand im Jahr 1952 als eine der ersten nach der Eingemeindung von Nowa Huta.

## Geografie
Im Norden grenzt Osiedle Na Skarpie an Osiedle Ogrodowe und Osiedle Wandy, im Osten an Osiedle Młodości, im Westen an Osiedle Centrum E und im Süden an die Grünfläche Łąki Nowohuckie. Der Name der Siedlung stammt von der Böschung, auf der sie angelegt wurde (polnisch Skarpa, deutsch die Böschung). Osiedle na Skarpie liegt zwischen dem Ronald-Reagan-Zentralplatz (Plac Centralny im. Ronalda Reagana) und der Młodości-Siedlung (Osiedle Młodości), an der Johannes-Paul-II.-Allee.

## Infrastruktur
- Die im Jahr 1952 geöffnete Stefan-Żeromski-Fachklinik

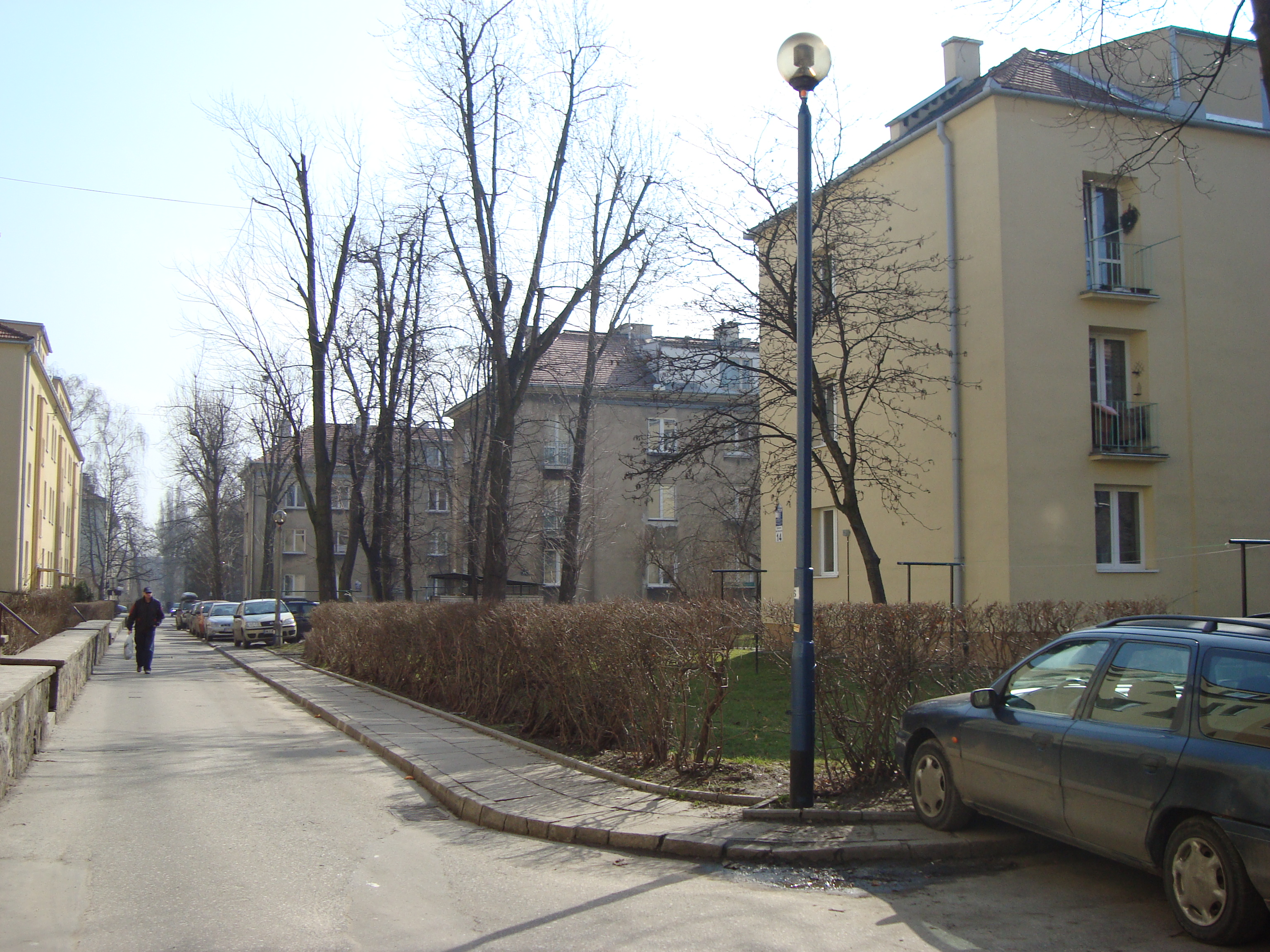
Ansicht aus der Johannes-Paul-II.-Allee-Seite

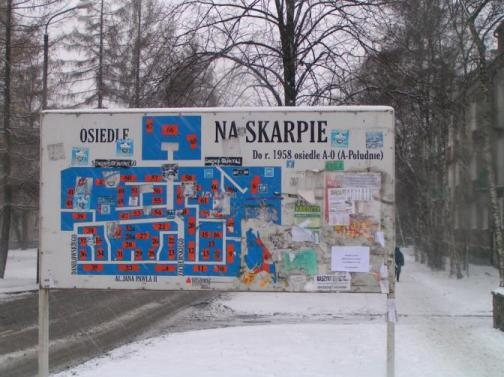
Der Siedlungsplan

- Bezirkspoliklinik
- 80. Grundschule
- 46. Kindergarten
- Der Stefan-Żeromski-Park

## Verkehrsverbindung
Straßenbahnlinien:
Osiedle Na Skarpie wurde mit dem Krakauer Straßenbahnnetz am Sonntag, den 21. Dezember 1958 nach 8 Monaten Arbeiten verbunden. Die erste Linie (Linie 16) verkehrte zwischen dem pl. Centralny (heute Ronald-Reagan-Zentralplatz) und der Igołomska-Straße (heute Johannes-Paul-II.-Allee). Es verkehren 2 Straßenbahnlinien:
- Linie 10 (Łagiewniki – Pleszów)
- Linie 16 (Mistrzejowice - Kopiec Wandy)

Buslinien:
Am 19. Mai 1951 entstand die erste Linie, die Nowa Huta mit Krakau verband, und zwar war das die Linie 10-A, die zwischen Barbakan und Kombinat verkehrte. Vom Jahr 1952 bis zum Jahr 1961 war Osiedle Na Skarpie die Anfangshaltestelle der Linie 10-A (seit 1957 der Linie 110), die zwischen Osiedle Na Skarpie und Wadów fuhr. Es existieren 5 Buslinien:
- Linie 123 (Mistrzejowice – Mały Płaszów)
- Linie 153 (Lesisko - Osiedle Piastów)
- Linie 163 (Kombinat – Rżąka)
- Linie 174 (Osiedle Kurdwanów – Kombinat)
- Linie 193 (Na Załęczu – Prądnik Czerwony)

Nachtlinien:
Vom Jahr 1969 bis zum Jahr 1971 fuhr die Straßenbahn 20 zwischen Bieńczyce und der Klasztorna-Straße. Aktuell (seit 2013) ist nur eine Nachtlinie in Betrieb:
- Linie 642 (Rondo Kocmyrzowskie im. Ks. Gorzelanego - Aleja Przyjaźni)

## Bekannte Personen
- Kazimierz Węgrzyn, Fußballspieler
- Robert Nowakowski, Handballspieler